# Rob Irimescu
Pas d'image ? Cliquez ici

a Compétitions nationales et continentales officielles uniquement.

b Matchs officiels uniquement.
Dernière mise à jour le 9 février 2023.
Robert Irimescu, né le 1er mars 1996, est un joueur américano-roumain de rugby à XV qui évolue au poste de troisième ligne et talonneur.

## Biographie
Robert Irimescu naît à New York de parents roumains, originaires de Constanța. S'il pratique le football américain enfant, il se tourne plus naturellement vers le rugby, sport que pratiquait son père. Son lycée, le Xavier HS (en), dispose d'un programme de bon niveau, dont il finit par devenir le capitaine. Après le lycée, il rejoint Penn State. En parallèle du rugby, il obtient des diplômes en comptabilité. Sportivement, il remporte deux titres de conférence en D1A, et a l'occasion de jouer avec les Collegiate All-Americans lors d'une rencontre face à leurs homologues canadiens.
Après ses études, il rentre à New York et porte les couleurs en amateur du NYAC, avant d'être recruté par le Rugby United New York pour évoluer en MLR. Uniquement utilisé comme remplaçant pendant deux saisons à New York, il quitte le club pour rejoindre les Old Glory DC en 2022, où il s'impose comme un titulaire. 
En 2023, il a l'occasion de débuter en sélection roumaine.